# Religió a Letònia
La religió a Letònia inclou el conjunt de creences i ritus que històricament s'han dut a terme a Letònia. El país tenia una versió local de la mitologia bàltica que va perdurar parcialment fins al segle xvii, quan la regió va ser acabada de cristianitzar. El cristianisme esdevingué aviat la religió predominant, tret que continua avui dia, però àmplies capes de la població van rebutjar-lo perquè el veien com una amenaça a la seva identitat tradicional. Aquest fet, juntament amb l'ateisme de l'era soviètica, poden explicar l'alt percentatge de letons que es declara no creient.
Dins dels cristians letons existeixen tres esglésies principals, amb un pes similar. La primera és el cristianisme luterà, igual que els seus veïns nòrdics, dins d'una àrea europea considerada majoritàriament com a protestant. La segona és el catolicisme, arrelat en gran part per la influència de Polònia en la cultura letona. Finalment, cal esmentar l'església ortodoxa, per la proximitat de Rússia. Gran part dels practicants d'aquesta religió són descendents dels russòfons que van emigrar durant el poder soviètic a Letònia i s'hi van instal·lar. Els altres credos tenen un paper testimonial en petites comunitats de fidels, com ara els jueus o els musulmans.